# Brian Cardinal
Brian Lee Cardinal  (* 2. Mai 1977 in Tolono, Illinois) ist ein ehemaliger US-amerikanischer Basketballspieler, der von 1996 bis 2012 in der NBA aktiv war.

## Karriere
Cardinal begann seine NBA-Karriere bei den Detroit Pistons, die ihn in der zweiten Runde des NBA-Drafts 2000 an 44er Position auswählten. Nach nur 23 Spielen und durchschnittlich 2,1 Punkten in zwei Jahren wechselte er im September 2002 zusammen mit Jerry Stackhouse und Ratko Varda im Tausch gegen Richard Hamilton, Hubert Davis and Bobby Simmons zu den Washington Wizards, bei denen sein Vertrag jedoch nach nur fünf Spielen aufgelöst wurde.
Ohne NBA-Vertrag wechselte er für den Rest der Saison zum spanischen Valencia Basket Club, mit dem er den ULEB Eurocup gewinnen konnte. Durch die guten Leistungen in Europa konnte er einen Vertrag bei den Golden State Warriors in der NBA erlangen, wo er seine statistisch stärksten Jahre in der NBA hatte. In 76 Spielen erzielte er durchschnittlich 9,6 Punkte bei 4,2 Rebounds. Seine Karrierebestleistungen von 32 Punkten gegen die Phoenix Suns und 14 Rebounds gegen die Chicago Bulls stammen ebenfalls aus dieser Saison, in welcher er auch in die Endauswahl für den Most Improved Player Award kam.
Nach der Saison wechselte er als Free Agent zu den Memphis Grizzlies, für die er die nächsten vier Jahre spielte. Nachdem er seine Werte im ersten Jahr fast halten konnte, ließ seine Leistung in den Folgejahren, auch verletzungsbedingt, etwas nach. In den ersten beiden Jahren erreichte er mit den Grizzlies die Playoffs, wo das Team aber jeweils in der ersten Runde mit 0:4 den Phoenix Suns beziehungsweise den Dallas Mavericks unterlag.
Im Juni 2008 wechselte er im Zuge eines insgesamt acht Spieler umfassenden Transfers zu den Minnesota Timberwolves.
Am 27. September 2010 unterschrieb Cardinal einen Vertrag mit den Dallas Mavericks. In der Saison 2011 gewann Cardinal mit den Mavericks den NBA-Titel, den ersten und einzigen seiner Karriere. Nachdem er bis zur Finalserie lediglich Kurzeinsätze hatte, wurde er in den Finals gegen die Miami Heat unerwartet häufig eingesetzt. Er spielte in jeder der letzten fünf Begegnungen und war an den letzten drei Siegen mit Spielzeiten von 7, 9 und 12 Minuten beteiligt. In Erinnerung blieb dabei vor allem sein körperbetontes Spiel in der Defensive. So trat er nie zur Seite, um sich zu schützen, wenn ein gegnerischer Spieler zum Korb sprang. Dies führte zur unabsichtlichen Verletzung von Dwyane Wade im Spiel 5, aber auch zu einigen Offensivfouls der Miami Heat.
Nach der Saison unterschrieb Cardinal für ein weiteres Jahr bei den Mavericks, bis zum Ende der Saison 2011/12, bevor er seine Karriere beendete.